# Dãy núi Vindhya
Dãy núi Vindhya (chữ Phạn: विन्‍ध्य) là một dãy núi gồm những đồi thấp được bao bọc bởi các núi già, chạy từ Tây Ấn Độ qua miền Trung nước này tới cực Đông của bán đảo Gujarat gần giáp ranh giữa hai bang Rajasthan và Madhya Pradesh. Cùng với dãy núi Satpura, Vindhya tạo thành ranh giới giữa đồng bằng Ấn-Hằng ở phía bắc với cao nguyên Deccan ở phía nam. Là rặng núi cao và dài, Vindhya góp phần đáng kể vào ngăn gió. Truyền thuyết Hindu kể rằng, có thời Vindhya đã vươn cao đến mức che cả ánh nắng mặt trời, rồi sau này hạ thấp xuống để giúp Agastya Muni vượt qua.
Sườn phía nam của Vindhya là lưu vực của sông Narmada. Còn sườn phía bắc là lưu vực của sông Hằng cùng các chi lưu của nó là Kali Sindh, Parbati, Betwa, Ken, Son và Tamsa hoặc Tons.